# Eugene Systems
Eugene Systems francuska je tvrtka za izradu videoigara sa sjedištem u Parizu. 

## Povijest
Tvrtku su 2000. godine osnovali braća Alexis Le Dressay, arhitekt i Cedric Le Dressay, informatički inženjer.
Od deset razvijenih igara, najbolje kritike i tržišni uspjeh ostvarili su R.U.S.E. i Act of Aggresion.
Tvrtka svoje igre razvija pretežito za programski sustav Microsoft Windows, a dio igara razvijen je i za Mac i Linux. 

## Igre
Pregled izdanih videoigara:
- Times of Conflict (2000.)
- The Gladiators: Galactic Circus Games (2002.)
- Act of War: Direct Action (2005.)
- Act of War: High Treason (2006.)
- R.U.S.E. (2010.)
- Wargame: European Escalation (2012.)
- Wargame: AirLand Battle (2013.)
- Wargame: Red Dragon (2014.)
- Act of Aggresion (2015.)
- Steel Division: Normandy 44 (2017.)

## Vanjske poveznice
- Službene stranice (engl.)